# Tillandsia weberi
Tillandsia weberi är en gräsväxtart som beskrevs av Lieselotte Hromadnik och P.Schneid. Tillandsia weberi ingår i släktet Tillandsia och familjen Bromeliaceae. Inga underarter finns listade i Catalogue of Life.